# Tragny
Tragny là một xã trong vùng Grand Est, thuộc tỉnh Moselle, quận Metz-Campagne, tổng Pange. Tọa độ địa lý của xã là 48° 57' vĩ độ bắc, 06° 22' kinh độ đông. Tragny nằm trên độ cao trung bình là 258 mét trên mực nước biển, có điểm thấp nhất là 230 mét và điểm cao nhất là 284 mét. Xã có diện tích 5,43 km², dân số vào thời điểm 1999 là 121 người; mật độ dân số là 22 người/km².

## Thông tin nhân khẩu
| 1962 | 1968 | 1975 | 1982 | 1990 | 1999 |
| ---- | ---- | ---- | ---- | ---- | ---- |
| 66   | 93   | 91   | 90   | 104  | 121  |